# Gran Pajonal
Se conoce como Gran Pajonal a una meseta interfluvial ubicada en la selva central, en el territorio común de los departamentos de Ucayali, Pasco y Junín, en el Perú. Sus límites naturales son los ríos Pichis y Pachitea por el norte; el Ucayali por el este; el Perené y el Tambo por el sur; y la cordillera de los Andes por el oeste. Es un territorio accidentado que tiene de 1 000 a 2 000 metros de altitud, fuerte nubosidad y bosques bajos de muy alta biodiversidad. En este territorio históricamente se han asentado los ashéninkas. En la meseta hay 42 comunidades nativas, la mayoría bilingües.

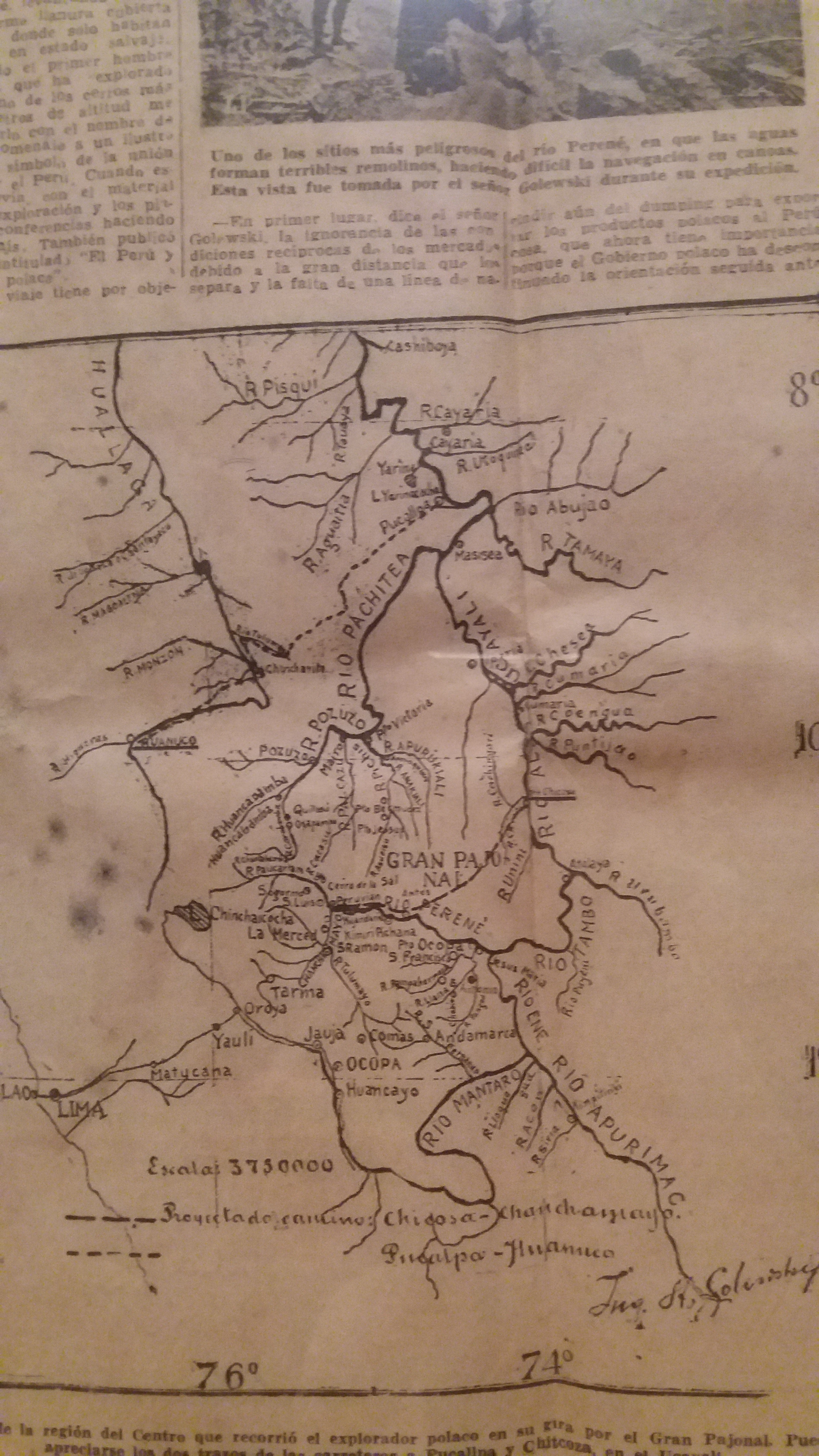
Mapa sobre la ubicación de Gran Pajonal

## Descripción
La meseta del Gran Pajonal, según la definición de diferentes especialistas, tiene una superficie de entre 2.000 y 4.000 kilómetros cuadrados. El término Gran Pajonal se suele aplicar de forma imprecisa a una zona mucho más grande. El Gran Pajonal tiene elevaciones que van desde unos 1000 metros hasta 1.300 metros y está atravesado por las cabeceras de varios ríos pequeños.
Los españoles le dieron ese nombre al Gran Pajonal porque, siendo una región de selva tropical, presenta parches de pequeños pastizales que representan aproximadamente el 4 por ciento de su superficie total. El Pajonal no tiene límites definidos, pero se encuentra al este del área del cerro de la Sal y es un punto atípico de los Andes. Se eleva sobre el río Palcazu al oeste y el río Ucayali al este y limita al sur con los ríos Perené y Tambo. La Reserva Comunal El Sira y las montañas bordean el Pajonal al norte. La cordillera del cerro de la Sal delimita al sur. Las montañas alrededor del borde de la meseta tienen elevaciones de más de 1800 metros.
La elevación del Gran Pajonal da como resultado temperaturas promedio más bajas que las tierras bajas del Amazonas. Las temperaturas promedio en la meseta varían de 21 °C a 23 °C. La precipitación anual es de más de 2.100 milímetros con un período seco de tres meses (junio a agosto). La vegetación natural es selva tropical excepto por los pastizales antropogénicos, que suman un total de aproximadamente 9.700 hectáreas y se derivan de cientos o miles de años de cultivo por parte de los pueblos indígenas. En 2004, otras 3.500 hectáreas de pastizales utilizados como pastos habían sido creados desde 1975 por inmigrantes en el área, en su mayoría agricultores de los Andes.
En el Gran Pajonal hay suelos con una marcada alteración antrópica producto de las quemas. Entre otros cambios, el horizonte A tiende a duplicar su densidad.

## Historia
Los indígenas que habitaban el Gran Pajonal en el momento de su descubrimiento por los españoles eran llamados Campa, Anti o Chuncho por los españoles y son conocidos por los estudiosos y por ellos mismos como asháninka, un pueblo muy extendido en la cuenca amazónica del Perú y el vecino Brasil. Los asháninka del Gran Pajonal a veces son llamados ashéninka ya que su idioma es distinto de otras divisiones del grupo étnico. Como la mayoría de los pueblos de la selva amazónica, practicaban la agricultura de tala y quema. Su cultivo principal era la yuca, pero también cultivaban plátanos, maní, porotos y muchas otras plantas útiles. El agricultor asháninka podía cultivar hasta 50 plantas diferentes en su granja.
El Gran Pajonal era de difícil acceso debido a su elevación y la falta de ríos navegables. El primer español en visitar la zona fue Juan Bautista de la Marca, un misionero franciscano, en 1733. La zona atrajo inmediatamente tanto a los misioneros como a los colonos debido a su población relativamente densa de indígenas y a su clima más saludable que las tierras bajas del Amazonas. En 1735, una expedición armada que incluía a tres franciscanos comenzó el trabajo misionero y en 1739 los franciscanos estaban trabajando en 10 aldeas. Siguiendo la estrategia española común de las reducciones, los franciscanos comenzaron a obligar a los indígenas a vivir en comunidades adyacentes a las misiones en lugar de dispersarse en pequeños grupos como era su costumbre. La rebelión de Juan Santos Atahualpa, que comenzó en 1742, destruyó la empresa misionera y dejó el Gran Pajonal bajo control asháninka durante 150 años, aunque sufrieron epidemias periódicas de enfermedades europeas y, a fines del siglo XIX, incursiones de esclavistas por parte de empresas dedicadas a la recolección de caucho.

En 1896 y 1897, un sacerdote franciscano, Gabriel Sala, visitó el Gran Pajonal junto con un grupo de hombres armados. A raíz de su expedición, varios planes para construir carreteras, ferrocarriles y establecer misiones católicas en el Pajonal no dieron resultado hasta 1935, cuando se establecieron tres misiones y en 1938 se construyó una pista de aterrizaje en Oventeni, la más grande de las comunidades misioneras. En 1965, el ejército peruano derrotó a una organización guerrillera, el Movimiento de Izquierda Revolucionaria, en una batalla en el Pajonal y el ejército permaneció en Oventeni durante tres años. Las misiones fueron cerradas.
En 1965, otra organización religiosa, los Traductores Wycliffe, comenzó a trabajar en el Pajonal y la mayoría de los indígenas del lugar se convirtieron al protestantismo en lugar de al catolicismo. La presencia protestante coincidió con la creciente conciencia de los asháninkas de que debían organizarse para enfrentar los desafíos que los enfrentaban desde el exterior. En la década de 1980, con la ayuda del Banco Mundial y Dinamarca, los asháninkas obtuvieron títulos legales sobre las tierras pertenecientes a 36 comunidades del Gran Pajonal. A los no asháninkas, en su mayoría de origen andino, se les permitió residir y poseer tierras sólo en la comunidad de Oventeni. Algunos de los asháninkas trabajaban como pastores de ganado o recolectores de café para los forasteros; otros practicaban la agricultura tradicional en las tierras de sus comunidades.

## Administración
El Gran Pajonal se extiende dentro de los límites de tres departamentos: el distrito de Raimondi en la provincia de Atalaya del departamento de Ucayali; el distrito de Puerto Bermúdez en la provincia de Oxapampa del departamento de Pasco; y una pequeña parte del distrito de Río Tambo de la provincia de Satipo en el departamento de Junín.
En el centro del Gran Pajonal se encuentra la comunidad de Oventeni, a una altitud de 1.003 metros (3.291 pies) rodeada en todas direcciones por los parches de pastizales que le dieron al Gran Pajonal su nombre. Las 36 comunidades asháninkas tenían una población de aproximadamente 6.500 en 2002 y las no asháninkas sumaban aproximadamente 650.